# Prunéřovská lípa
Prunéřovská lípa je památný strom lípa malolistá (Tilia cordata) v Prunéřově, části města Kadaně v okrese Chomutov v Ústeckém kraji.
Strom roste v nadmořské výšce 390 m na okraji Mostecké pánve při hranici s Krušnými horami. Nachází se v nejjižnějším cípu přírodního parku Údolí Prunéřovského potoka při levém břehu Prunéřovského potoka.

## Základní údaje
Obvod kmene měří 485 cm, koruna stromu dosahuje do výšky 26 metrů (měření 2009). V roce 2009 bylo stáří stromu odhadováno na 250 let.
Lípa je chráněna od roku 1997 jako ochrana genofondu a strom významný vzrůstem.

## Stromy v okolí
- Hasištejnská lípa
- Lípa v Místě na hřbitově
- Kukaččí smrk
- Dub svatého Kryštofa
- Dub u Pavlova
- Skupina třmeňáckých dubů